# Dialekt młodszy ikawski

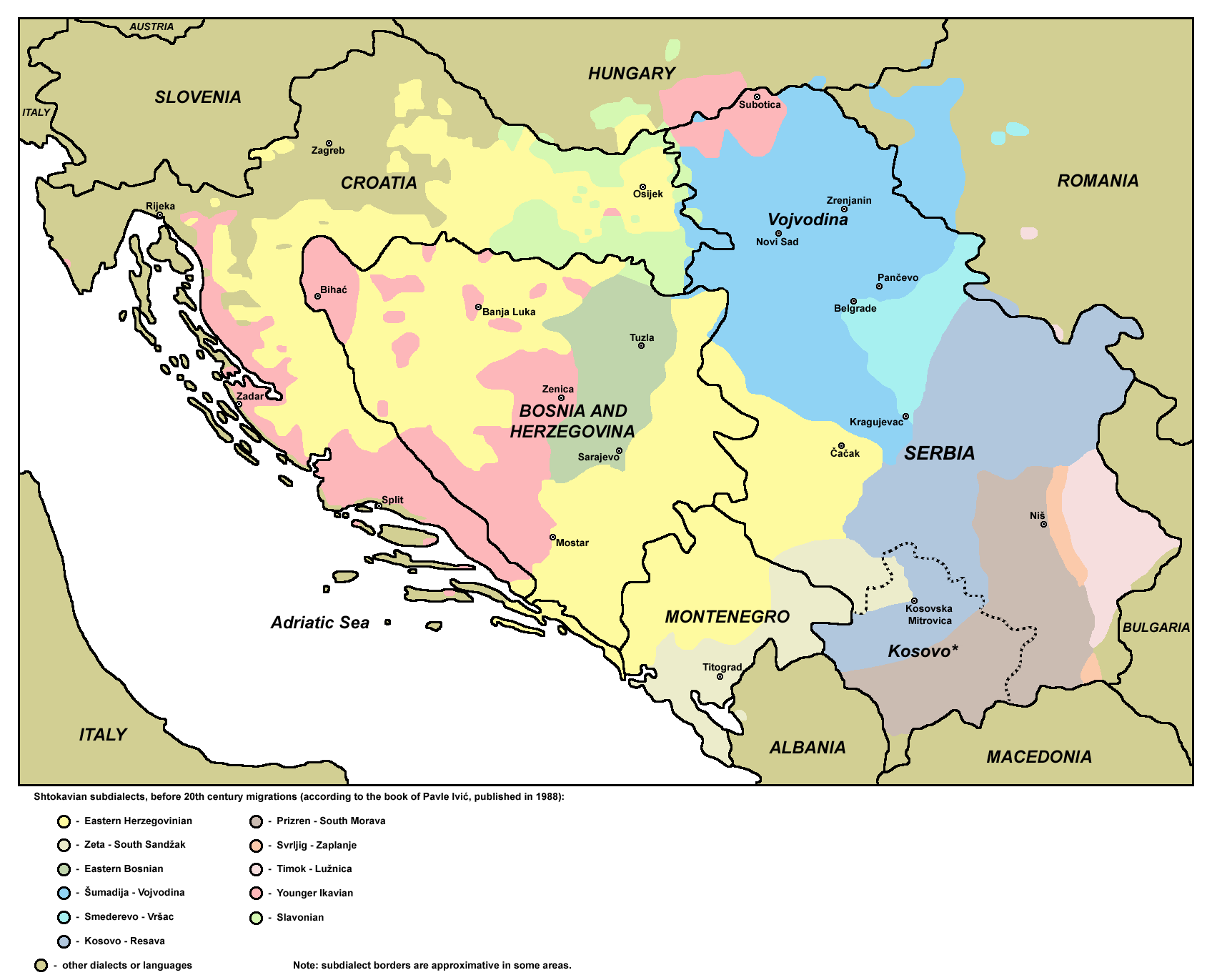
Dialekty sztokawskie, w tym dialekt młodszy ikawski (czerwony)

Dialekt młodszy ikawski (serb.-chorw. mlađi ikavski dijalekt, zapadnohercegovačko-primorski dijalekt, bosansko-dalmatinski dijalekt, w chorwackiej dialektologii także zapadni (novoštokavski) dijalekt) – dialekt sztokawski należący do grupy nowosztokawskich, używany przez Chorwatów i bośniackich Muzułmanów w zachodniej Hercegowinie, zachodniej i środkowej Bośni, a także na Wybrzeżu Dalmatyńskim i Chorwackim.
Gwary należące do dialektu młodszego ikawskiego są bardzo niejednolite, co wynika z pierwotnego charakteru czakawskiego tych terenów, a także z migracji ludności z terenów sztokawskich.

## Cechy językowe
Fonetyka dialektu młodszego ikawskiego wyróżnia się takimi cechami charakterystycznymi, jak:
- nowosztokawska akcentuacja, tj. akcent na ogół przesunięty o jedną sylabę wstecz[1],
- konsekwentne przenoszenie akcentu na przyimek, np. nà viru, prikò kućē[4],
- rozwój *ě (jać) w i (tj. ikawizm), np. díte, vȉra < psł. *dětę, *věra, choć liczne są ekawizmy, np. cȅsta, žèlezo < psł. *cěsta, *želězo, czy jekawizmy (szczególnie na obszarach mieszanych etnicznie), np. ńȅkī, ćȅo[1][4],
- niejednolity rozwój psł. *šč i *žǯ, gdyż obok archaicznych šć i žđ, np. ȉšćēm, dvòrīšte, možđina (na wybrzeżu) są też št i žd, jak w literackim ȉštēm, dvòrīšće, mȍždina[1][4],
- ślady cech czakawskich, takich jak rozwój *ď > j (w tych samych gwarach, co šč, žǯ > šć, žđ), *ľ > j, np. judi ‘ludzie’, pomieszanie szeregów š, č, ž i s, c, z (podobnie do mazurzenia), rozwój -m > -n, formy typu vrébac, grêbl’e, resti, a także odmiana typu dôjdēm lub dôjēm zamiast typowego dla sztokawszczyzny dôđēm[1][4],
- zanik fonemu χ[4],
- końcowe -l zachowane jedynie w sąsiedztwie czakawskim, poza tym przeszło w -a, np. gòja < *golъ lub -o, np. cio < *cělъ[1],
- dyftongizacja długiego ā do a°[3].

Spośród cech morfologicznych należy wymienić:
- na południu obszaru doszło do synkretyzmu celownika, miejscownika i narzędnika w liczbie mnogiej w jedną formę o końcówce -im, np. judim od judi ‘ludzie’, selim od selo ‘wieś’, w rodzaju żeńskim -am, np. ženam od žena ‘kobieta, żona’; w zachodniej i środkowej Bośni tą końcówką jest -ma, np. prijatel’ma od prijatel’ ‘przyjaciel’, selima, ženama; część północna często rozróżnia te trzy przypadki, np. celownik vrâgom od vrâg ‘diabeł’, miejscownik nà końī od kȍń ‘koń’, narzędnik za gòvedi od gòvedo ‘bydło’[5],
- częsty aoryst z końcówkami liczby mnogiej -šmo i -šte, np. ùfatišmo, òdošte[6],
- zanik imperfektu[3].